# Rattus arfakiensis
Rattus arfakiensis là một loài động vật có vú trong họ Chuột, bộ Gặm nhấm. Loài này được Rümmler mô tả năm 1935.